# Рој (Јута)
Рој (енгл. Roy) град је у америчкој савезној држави Јута.

## Демографија
По попису из 2010. године број становника је 36.884, што је 3.999 (12,2%) становника више него 2000. године.
| Група             | 2000.          | 2010.          |
| Белци             | 28.770 (87,5%) | 29.812 (80,8%) |
| Афроамериканци    | 383 (1,2%)     | 406 (1,1%)     |
| Азијати           | 590 (1,8%)     | 700 (1,9%)     |
| Хиспаноамериканци | 2.526 (7,7%)   | 4.968 (13,5%)  |
| Укупно            | 32.885         | 36.884         |